# Полтавка (приток Казённого Торца)
Полтавка (укр. Полтавка) — правый приток реки Казённый Торец, расположенный на территории Константиновского района (Донецкая область, Украина).

## География
Длина — 22 км. Площадь бассейна — 147 км². Русло реки (отметки уреза воды) в среднем течении (пруд южнее Новопавловки) находится на высоте 98,5 м над уровнем моря. Русло на протяжении почти всей длины маловодное и пересыхает. Есть пруды.
Берёт начало западнее села Новая Полтавка. Река течёт на север, с небольшим уклоном на запад. Впадает в Казённый Торец (на 81-м км от её устья) северо-западнее села Павловка.
Притоки: (от истока к устью) безымянные балки и ручьи
Населённые пункты (от истока к устью):
1. Новая Полтавка
2. Полтавка
3. Горное[1]
4. Новопавловка
5. Павловка